# Castelo Hara
Castelo Hara (原城, Hara jō) é um castelo na província de Hizen. Durante a Rebelião Shimabara (1637-1638), os camponeses rebeldes foram cercados lá.
Como resultado da Rebelião de Shimabara, em 1637 o Xogunato decidiu expulsar os portugueses do Japão. Os holandeses, por sua vez, ganharam a confiança das autoridades japonesas ao bombardear o Castelo Hara (onde os insurgentes japoneses tomaram refúgio durante a Rebelião Shimabara) e assim ganharam um monopólio do comércio europeu com o Japão.

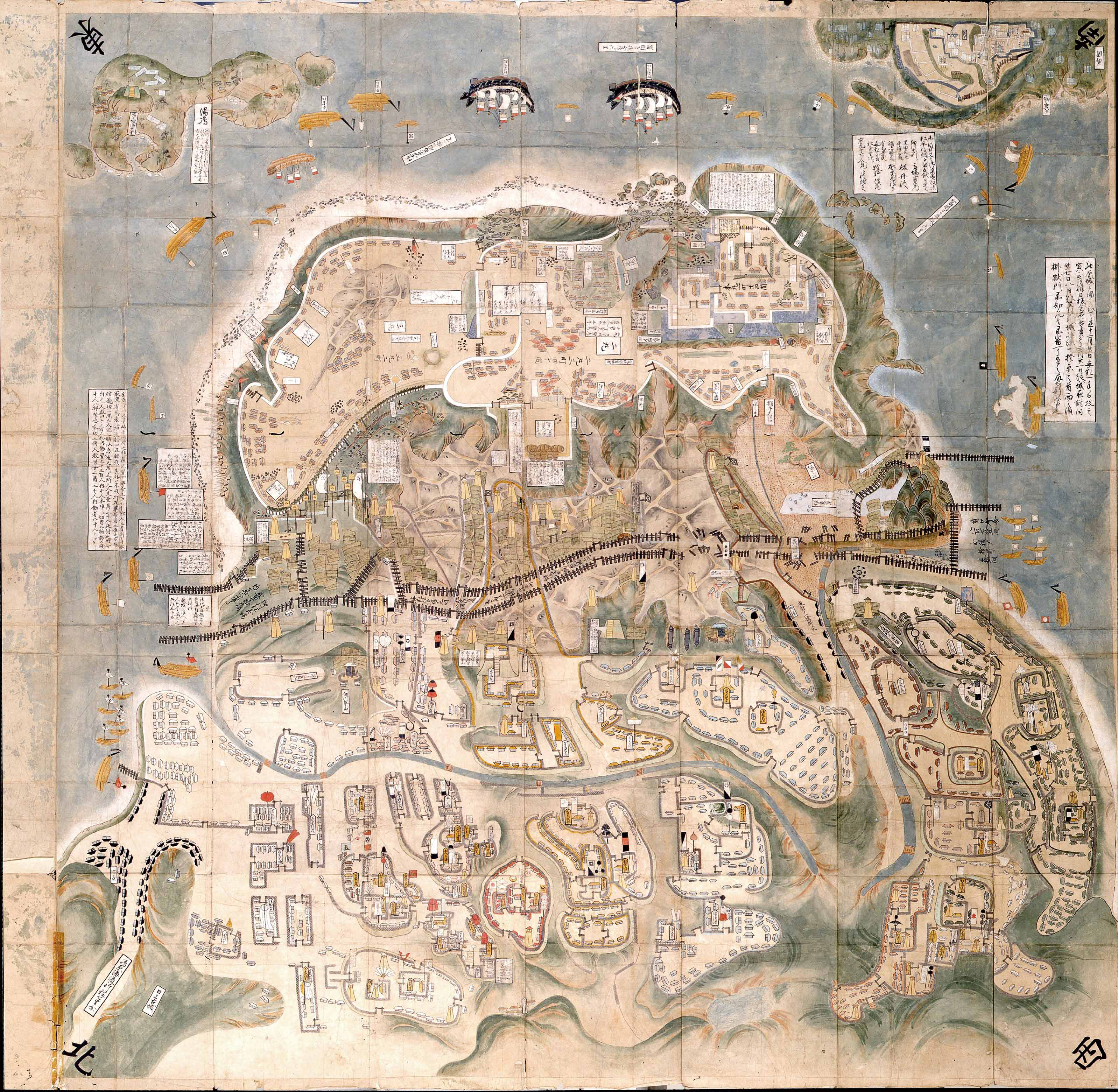
Mapa da batalha de Shimabara
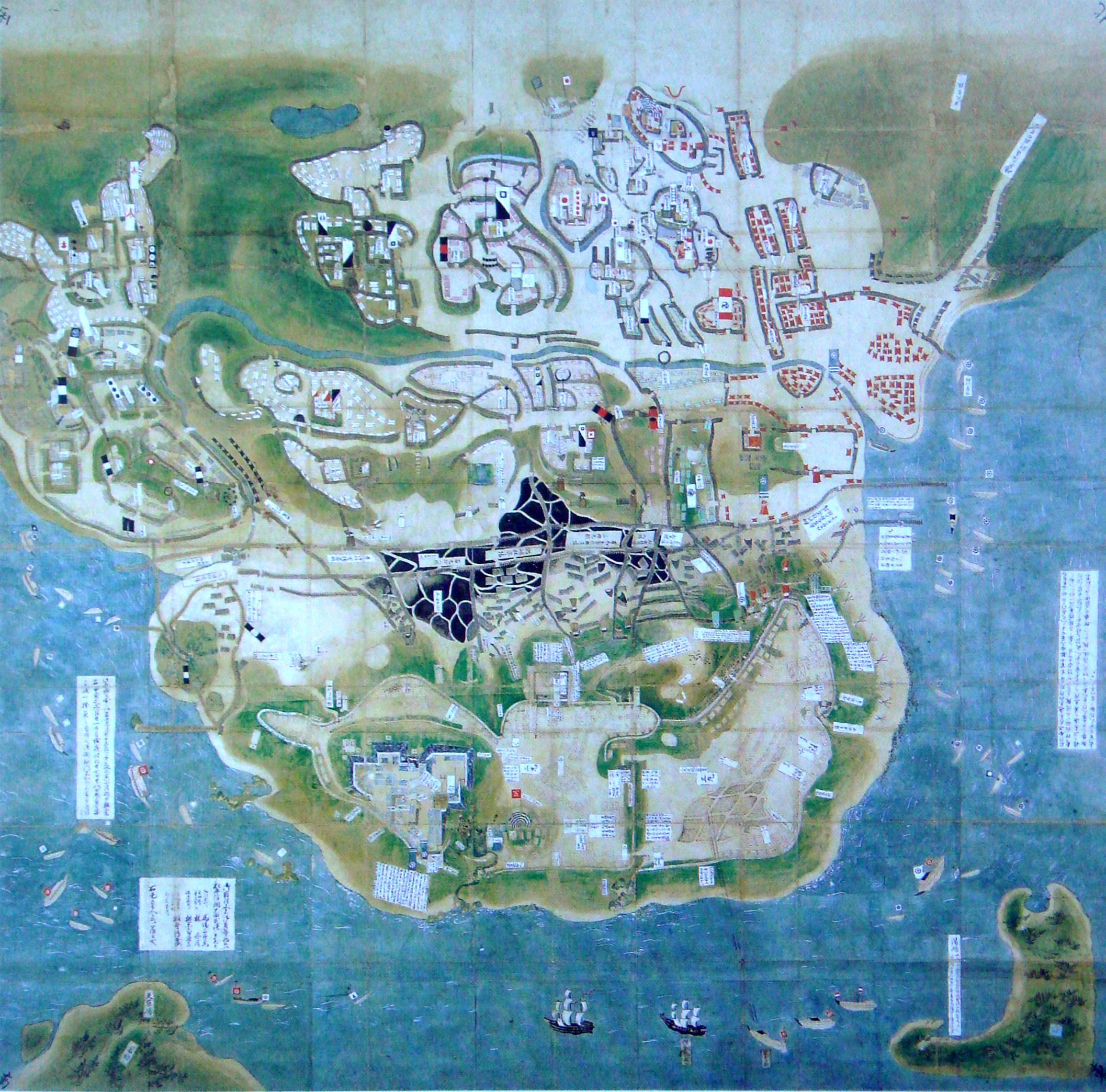
Mapa do castelo sofrendo o cerco durante a Rebelião Shimabara.
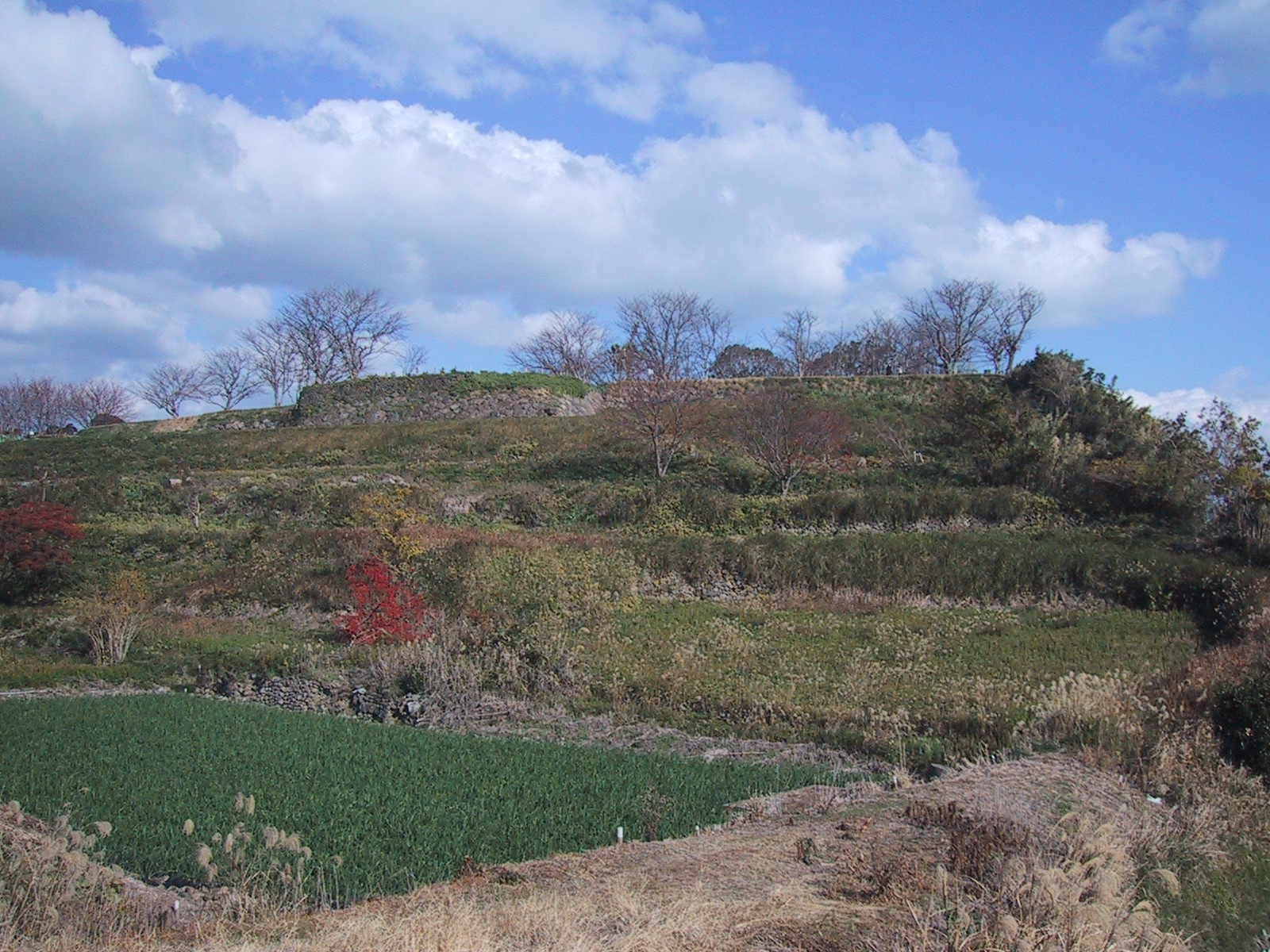
Restos do Castelo Hara